# Bassin Plat fond
Le bassin Plat fond est un bassin des jardins de Versailles, dans le prolongement du Grand Trianon. Des sculptures en plomb, Deux Amours fôlatrant sur un ilôt jonché de coquillages, de François Girardon ornent le bassin.

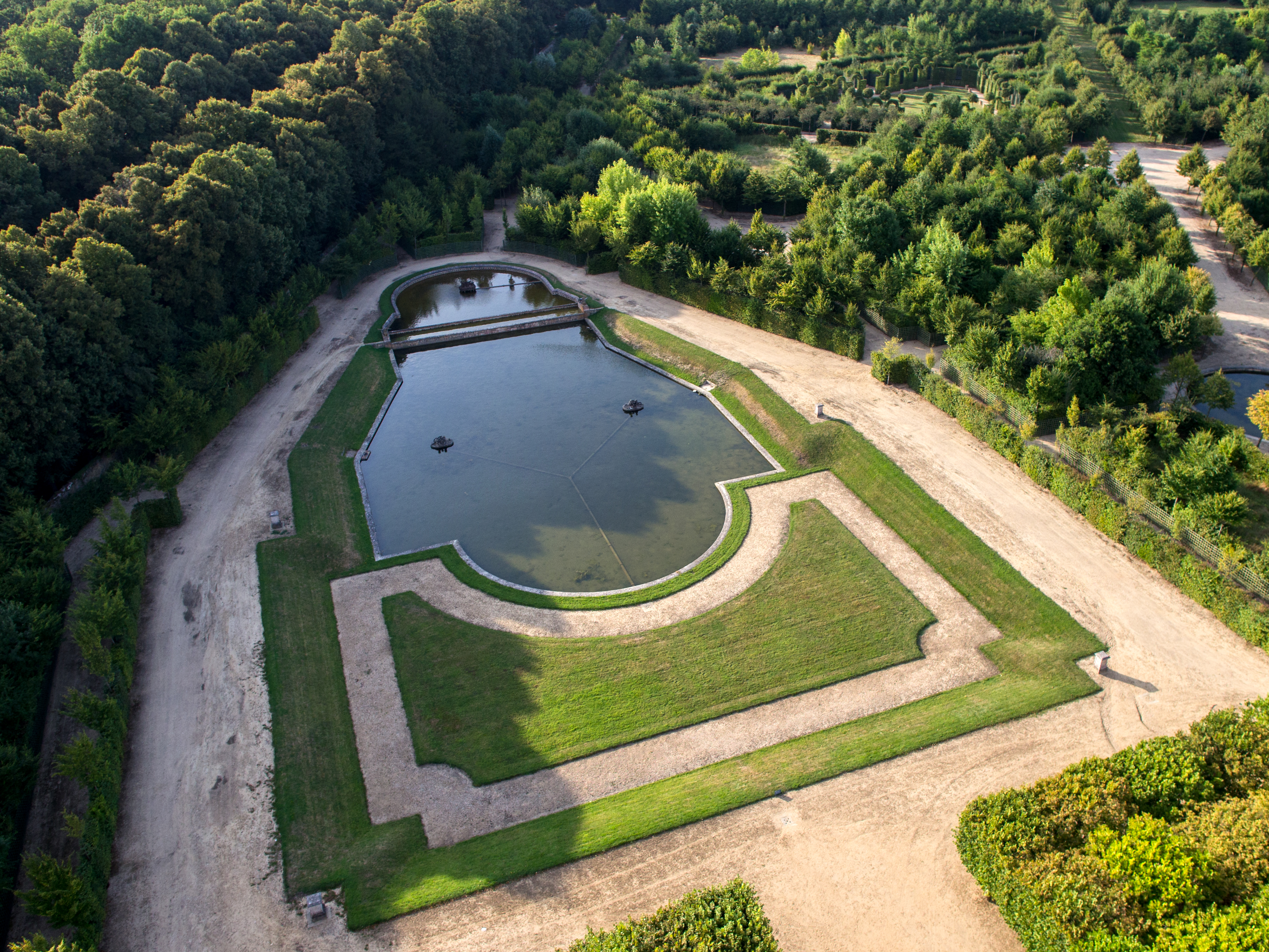
Bassin Plat fond
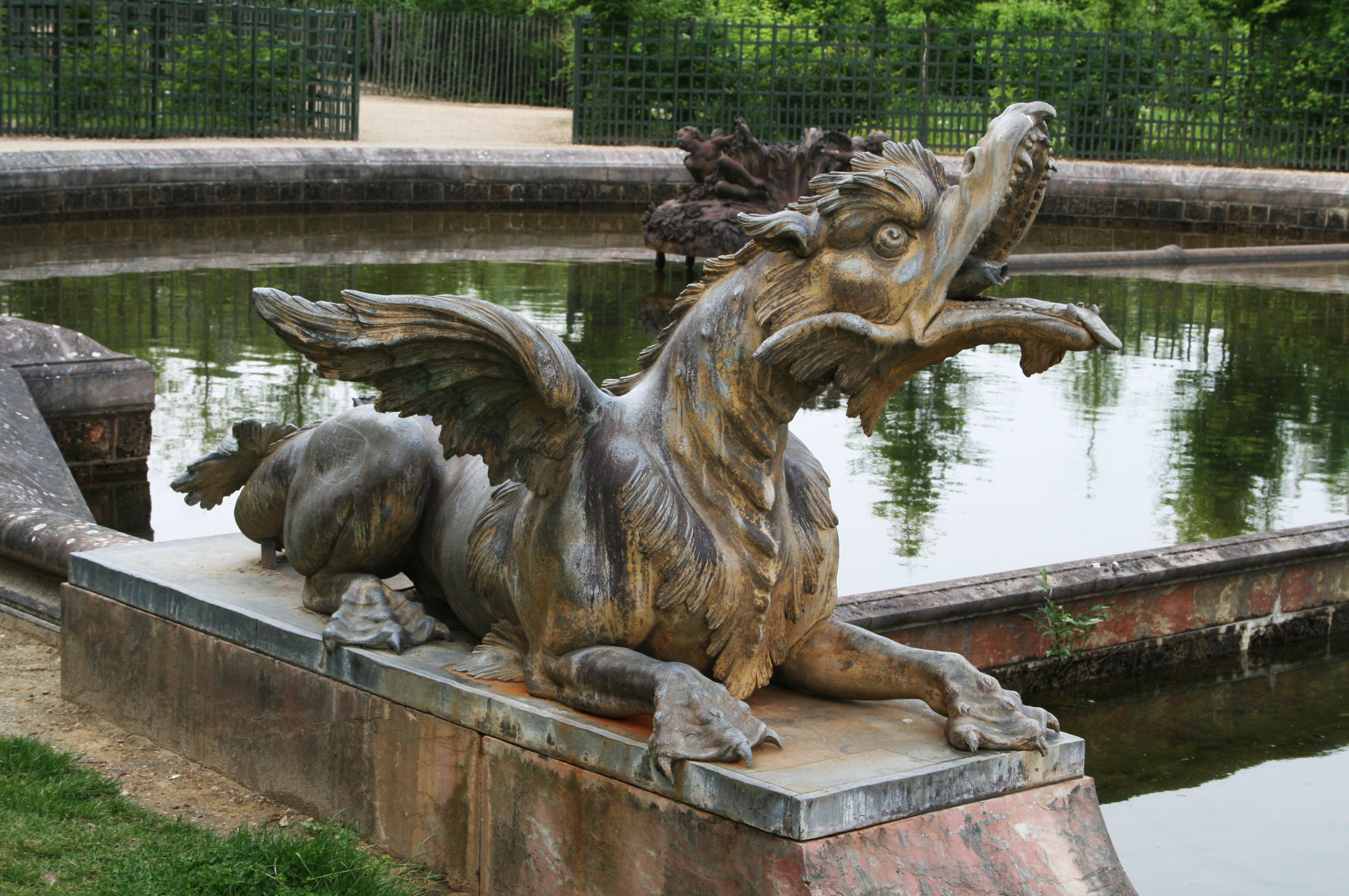
Sculpture de Dragon
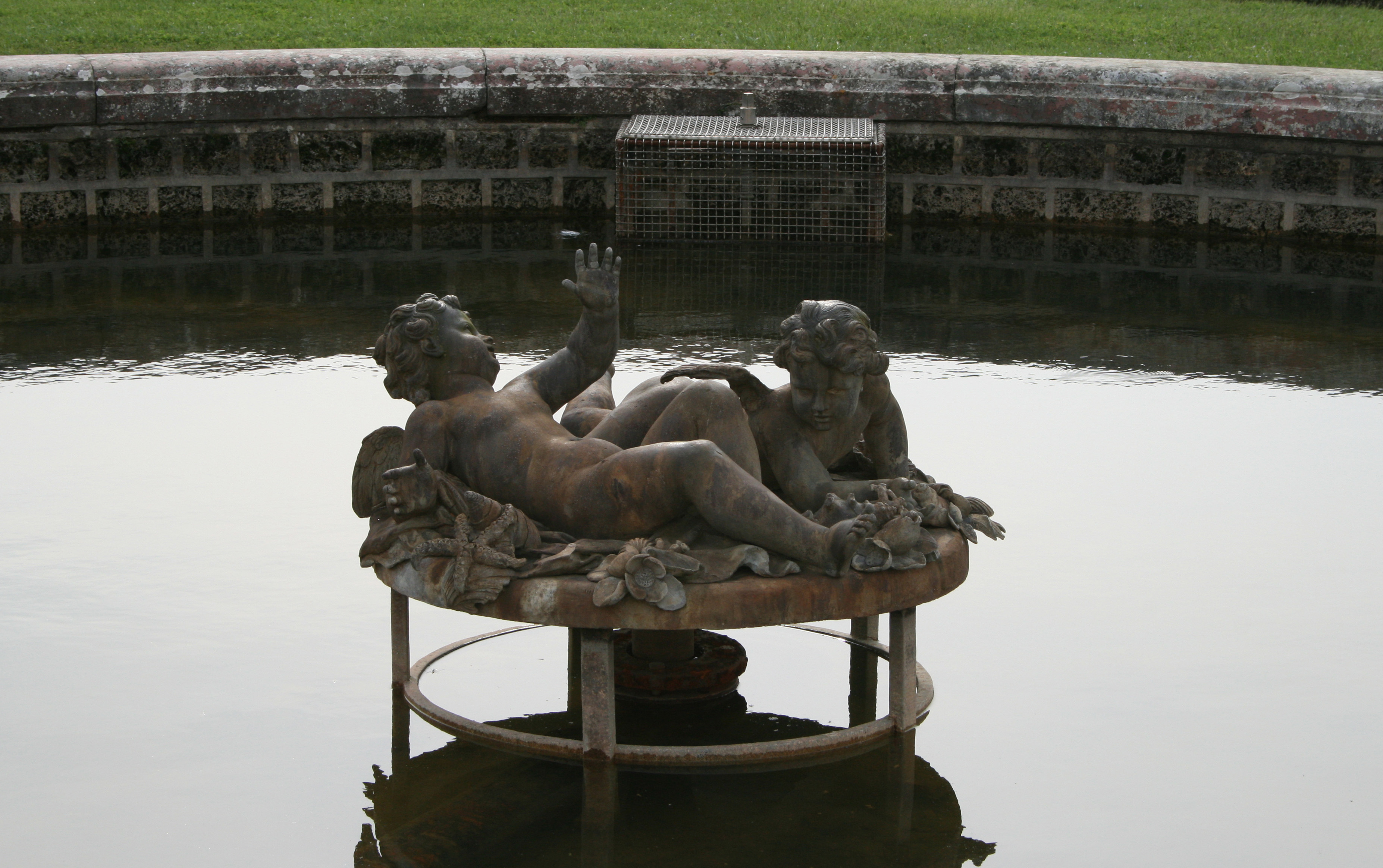
Sculpture Amours de François Girardon
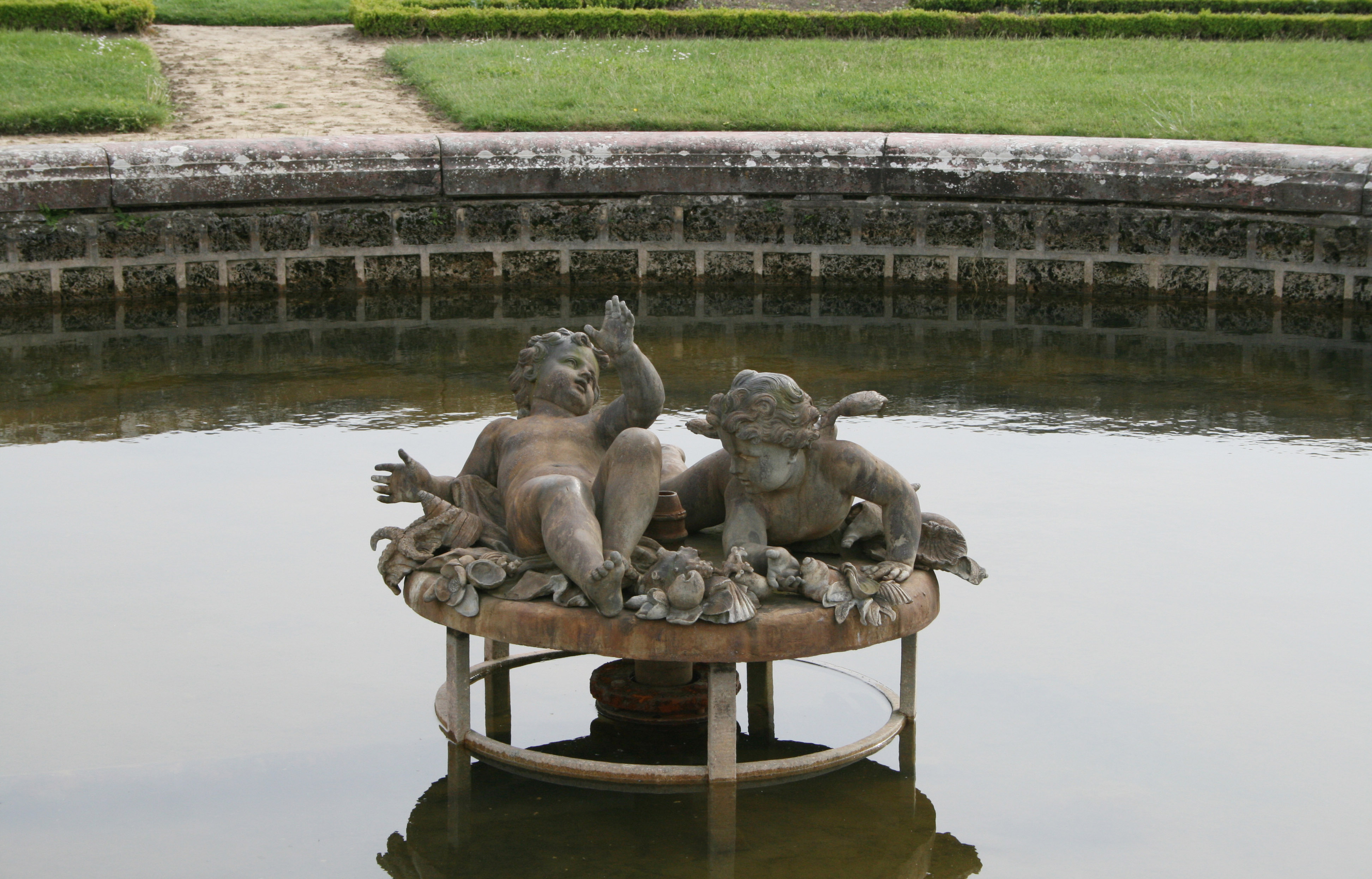
Seconde sculpture Amours de Girardon